# Mazda Roadpacer
Mazda Roadpacer (яп. マツダ・ロードペーサー) — полноразмерный седан, выпускавшийся японской компанией Mazda с 1975 по 1977 годы. Седан выпускался на базе австралийских сериях Holden HJ и HX автомобиля Premier. Последние отправлялись в Японию без двигателей, а Mazda устанавливала на автомобили 1,3-литровые роторные двигатели 13B. При массе автомобиля в 1575 кг, двигатель имел мощность 130 л. с. (100 кВт) и крутящий момент 138 Нм. Модель Roadpacer появилась для конкуренции с крупными японскими флагманскими седанами, такими как Toyota Century, Nissan President, Isuzu Statesman de Ville и Mitsubishi Debonair.
В то время как двигатель 13B имел большую мощность, чем серия двигателей Holden Red, отсутствие крутящего момента ограничивало максимальную скорость отметкой в 166 км/ч, давало плохое ускорение и большой расход топлива до 26 литров на 100 км. Автомобили, согласно японских правил, классифицировались как среднего размера, при этом, малому по объёму двигателю соответствовал скромный транспортный налог. Если автомобиль являлся коммерческим, налог был значительно малым.
Holden HJ имел хорошее оснащение, но Mazda решила добавить больше опций. В их число вошли центральный замок, активируемый при достижении автомобилем скорости в 10 км/ч, и система звуковой сигнализации, активируемая при достижении скорости в 90 км/ч.

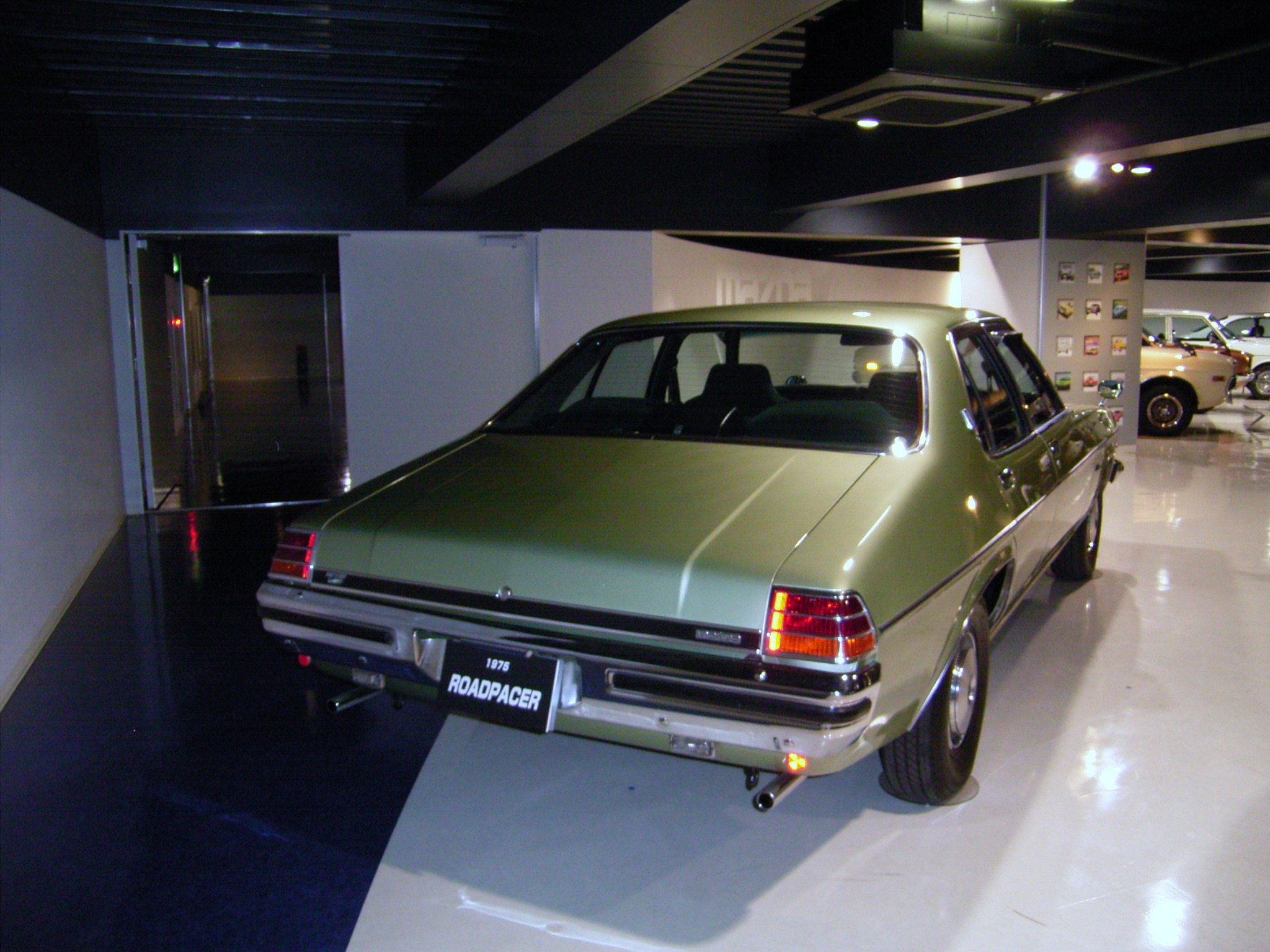
Автомобиль в музее Mazda, вид сзади

Стоимость была высокой, и составляла 3,8 миллиона иен (10 000 долларов США) в 1975 году. Это было примерно в два раза дороже Mazda Cosmo или Mazda Luce того времени. Изначально предполагалось, что это будет автомобиль для высокопоставленных чиновников, но его выпуск и продажи совпали с волной нефтяного кризиса. Производство было прекращено в 1977 году, всего было выпущено 800 единиц.
Большинство из автомобилей были проданы в государственные ведомства, после чего были утилизированы, поэтому в настоящее время они очень редки. Аналогом модели является Holden Premier, который в Австралии считается классическим автомобилем.